# 谷紅
谷红（1988年11月6日—），辽宁丹东人，中国拳击手和奥运奖牌获得者。她是世界拳擊錦標賽的两届银牌得主和亞洲拳擊錦標賽的三届金牌得主。她在2020年夏季奧林匹克運動會女子次中量級拳擊比賽中不敌土耳其的布塞娜兹·叙尔梅内利获得银牌。